# Truppenübungsplatz Altenwalde

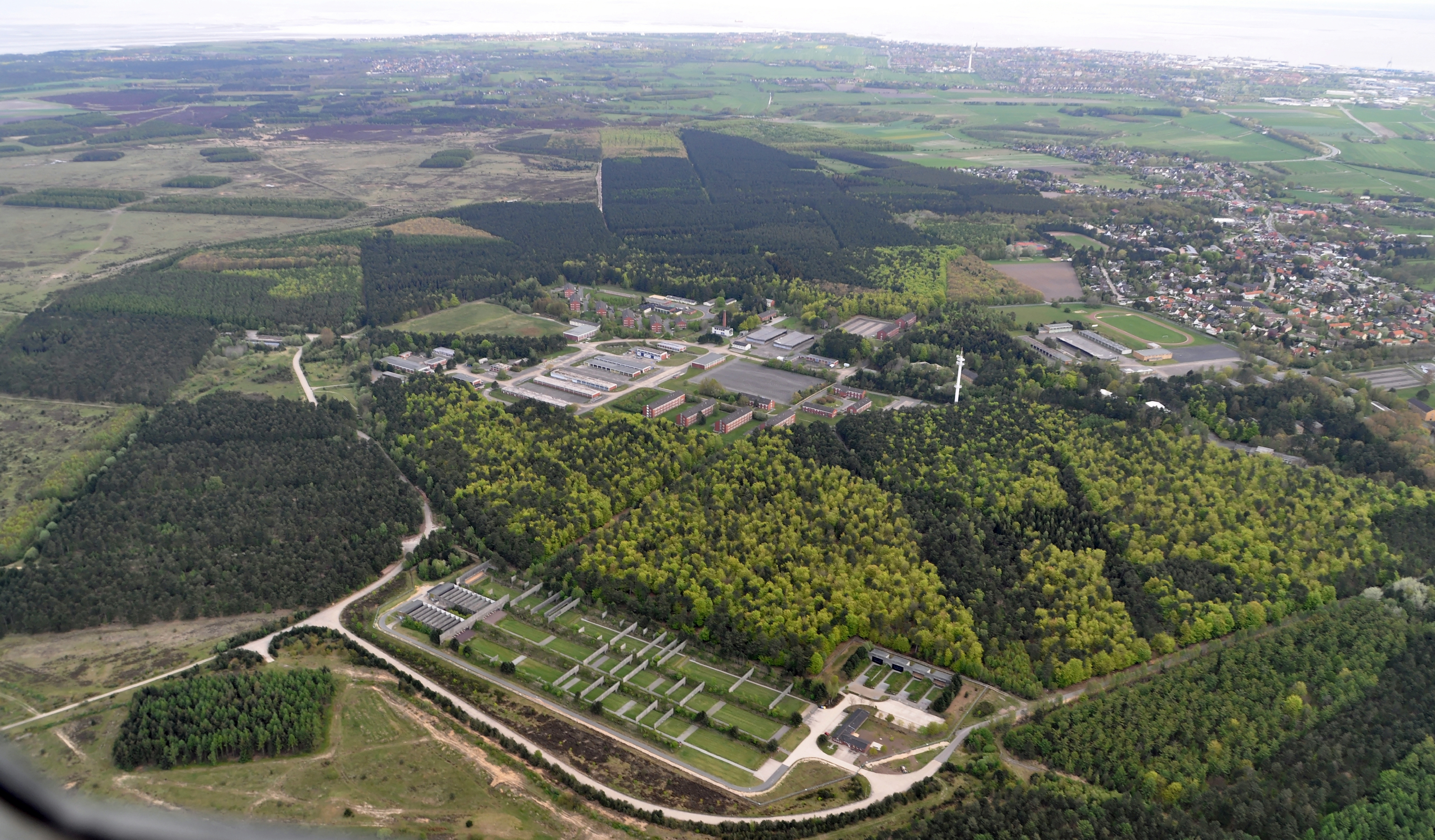
Schießstand und Gebäude in Altenwalde bei Cuxhaven. Luftbild von 2012

Der Truppenübungsplatz Altenwalde (TrÜbPl Altenwalde) ist ein ehemaliger Truppenübungsplatz südlich von Cuxhaven/Niedersachsen.

## Geschichte
Im Jahre 1912 wurde auf dem rund 1300 Hektar umfassenden Gelände zur Erprobung großkalibriger Schiffs-Munition der Marineartillerie-Schießplatz Altenwalde errichtet. Von hier wurde mit schwersten Kalibern in Richtung Nordsee ins Sahlenburger Watt gefeuert. Am Rand der Ortschaft Altenwalde wurde ein Lager für die den Platz nutzenden Truppen errichtet.
Während des Zweiten Weltkrieges befanden sich auf dem Areal Flakstellungen. Das Gelände wurde 1945 von britischen Truppen erobert. Im Herbst 1945 wurde auf dem Truppenübungsplatz Altenwalde von der britischen Armee die Operation Backfire zur Erprobung erbeuteter V2-Raketen durchgeführt.
1956 wurde auf dem Gelände des Altenwalder Lagers die Hinrich-Wilhelm-Kopf-Kaserne durch die Deutsche Bundeswehr neu errichtet. Der Truppenübungsplatz wurde von 1956 bis in den Juni 2003 durch die Deutsche Bundeswehr genutzt.
Ein großer Teil des Truppenübungsplatzes wurde am 31. Mai 1983 durch die ehemalige Bezirksregierung Lüneburg zum Naturschutzgebiet NSG LÜ 267 Küstenheide erklärt.